# Tracé des hiéroglyphes

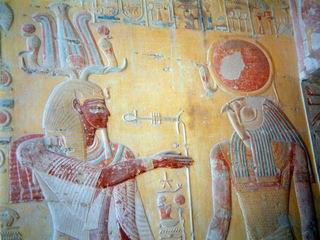
Mélange de hauts-reliefs et de peinture.

Les techniques de tracé des hiéroglyphes varient en fonction du support utilisé mais également de l'époque.

## Tracé des hiéroglyphes sur la pierre
Les techniques de tracé des hiéroglyphes sur la pierre s'apparentent aux techniques de gravure sur pierre. On retrouve donc les deux techniques à la base de la gravure égyptienne : les bas-reliefs et les hauts-reliefs.
Cependant, la gravure ne fut pas la seule technique de tracé des hiéroglyphes sur la pierre. 
Dans les tombeaux, les hiéroglyphes furent souvent peints. Ainsi, la tombe de Thoutmôsis III contient de larges extraits du « Livre de l'Amdouat » tracés à l’encre rouge et noire. Dans la tombe de la reine Néfertari en revanche, les hiéroglyphes sont colorés. Les couleurs sont celles que l’objet représenté possède naturellement : le vert des végétaux, le bleu du ciel ; ou bien elles ont une valeur symbolique (cf. symbolique des couleurs dans l'Égypte antique) dont le sens nous échappe fréquemment, à moins qu’il ne s’agisse d’une simple convention : le rouge ou le bleu pour le signe « ânkh » par exemple, le jaune pour certains animaux, le bleu pour le trône (st).
Sur les parois et les colonnes des temples, les deux techniques, - gravure et peinture des hiéroglyphes -, étaient associées. Parfois, ces reliefs peints ont gardé toute la fraîcheur et l’éclat de leurs couleurs d’origine.

## Tracé des hiéroglyphes sur le papyrus
Les Égyptiens utilisaient le calame pour écrire les hiéroglyphes à l'encre noire ou rouge. Les signes les plus courants étaient tracés avec un nombre fixe de traits.